# Рудар (футбольный клуб, Плевля)
«Рудар» (серб. Фудбалски клуб Рудар Пљевља) — черногорский футбольный клуб из города Плевля. Выступает в Первой лиге чемпионата Черногории. Чемпион Черногории в сезонах 2009/10 и 2014/15.

## История
В 1908 году жители Плевли впервые познакомились с футболом благодаря студенту Филиппу Савову Дюрашковичу, учившемуся в Париже. Но эта игра тогда не сильно заинтересовала жителей. Только спустя годы люди в Плевле обратились к футболу. В 1920 году был основан первый футбольный клуб «Брежник» (серб. Брезник). С этим клубом были связаны первые серьезные спортивные мероприятия в городе.
Через три года клуб был переименован в «Санджак» (серб. Санџак). Команда тех времен в основном состояла из школьников, студентов и военнослужащих 48-го пехотного полка. 48-й пехотный полк сыграл немаловажную роль в развитии футбольного клуба. Свободное время солдаты часто посвящали футболу и горожане любили устраивать против них дружеские матчи. В итоге это позволило им развить практические и тактические навыки игры.
После Второй мировой войны клуб воссоздали под названием «Единство» (серб. Јединство), а в 1947 году переименовали в честь первого председателя, национального героя Велимира Якича. Под этим именем команда произвела фурор в первом же кубковом соревновании, где дошла до четвертьфинала, но проиграла клубу первой лиги «Сараево».
В 1955 году клуб получил своё современное название — «Рудар», что в переводе на русский означает «Шахтёр».

## Стадион
Домашние матчи команда проводит на стадионе «Градски». Это многофункциональный комплекс с футбольным полем, площадками для тенниса и гандбола и баскетбольным кортом, однако в основном стадион используется для игры в футбол. Стадион имеет две трибуны, одна из которых крытая, общей вместимостью 10,000 зрителей. Он был построен в 1948 году, а в 1985 была проведена реконструкция. В ближайшие годы планируется модернизация стадиона: улучшение качества инфраструктуры, увеличение вместимости до 15,000 зрителей.

## Достижения
Команда является двукратным чемпионом Черногории сезонов 2009/10 и 2014/15. Также команда трижды становилась обладателем кубка Черногории в 2007, 2010 и 2011 годах.
| Чемпионат Черногории по футболу | результат | Кубок Черногории по футболу | результат  |
| ------------------------------- | --------- | --------------------------- | ---------- |
| 2006/07                         | 4-е место | 2006/07                     | победитель |
| 2007/08                         | 5-е место | 2007/08                     | полуфинал  |
| 2008/09                         | 5-е место | 2008/09                     | полуфинал  |
| 2009/10                         | Чемпион   | 2009/10                     | победитель |
| 2010/11                         | 3-е место | 2010/11                     | победитель |
| 2011/12                         | 2-е место | 2011/12                     | финал      |
| 2012/13                         | 5-е место | 2012/13                     | 1/8 финала |
| 2013/14                         | 6-е место | 2013/14                     | 1/8 финала |
| 2014/15                         | Чемпион   | 2014/15                     | 1/8 финала |

## Выступления в еврокубках

### Лига Чемпионов УЕФА
| Сезон     | Раунд | Клуб      | Дома | На выезде | Итог |
| --------- | ----- | --------- | ---- | --------- | ---- |
| 2010/2011 | 1K    | Тре Фиори | 4-1  | 3-0       | 7-1  |
| 2010/2011 | 2K    | Литекс    | 0-4  | 0-1       | 0-5  |
| 2015/2016 | 2K    | Карабах   | 0-1  | 0-0       | 0-1  |

### Лига Европы УЕФА (Кубок УЕФА)
| Сезон   | Раунд | Клуб           | Дома | На выезде | Итог |
| ------- | ----- | -------------- | ---- | --------- | ---- |
| 2007/08 | 1K    | Омония         | 0-2  | 0-2       | 0-4  |
| 2011/12 | 2K    | Аустрия (Вена) | 0-3  | 0-2       | 0-5  |
| 2012/13 | 1K    | Ширак          | 0-1  | 1-1       | 1-2  |
| 2013/14 | 1K    | Мика           | 1-0  | 1-1       | 2-1  |
| 2013/14 | 2K    | Шлёнск         | 0-4  | 2-2       | 2-6  |
| 2018/19 | 1K    | Партизан       | 0-3  | 0-3       | 0-6  |

## Текущий состав
| 1  | Флаг Черногории | Вр  | Милош Раданович    | 1985 |  |  |  |  |
| 30 | Флаг Черногории | Вр  | Стефан Радунович   | 1994 |  |  |  |  |
|    |                 |     |                    |      |  |  |  |  |
| 3  | Флаг Черногории | Защ | Эрмин Алич         | 1992 |  |  |  |  |
| 11 | Флаг Черногории | Защ | Слободан Лакичевич | 1995 |  |  |  |  |
| 13 | Флаг Черногории | Защ | Мирко Радишич      | 1990 |  |  |  |  |
| 14 | Флаг Черногории | Защ | Желько Томашевич   | 1988 |  |  |  |  |
| 18 | Флаг Черногории | Защ | Стеван Рельич      | 1985 |  |  |  |  |
|    |                 |     |                    |      |  |  |  |  |
| 6  | Флаг Камеруна   | ПЗ  | Алфонсо Соппо      | 1985 |  |  |  |  |
| 7  | Флаг Черногории | ПЗ  | Драшко Божович     | 1985 |  |  |  |  |

| 15 | Флаг Черногории | ПЗ  | Предраг Брнович | 1986 |  |  |  |  |
| 20 | Флаг Японии     | ПЗ  | Сёдаи Нисикава  | 1994 |  |  |  |  |
| 21 | Флаг Черногории | ПЗ  | Милия Голубович | 1996 |  |  |  |  |
| 22 | Флаг Черногории | ПЗ  | Никола Гачевич  | 1987 |  |  |  |  |
| 25 | Флаг Черногории | ПЗ  | Милош Зечевич   | 1999 |  |  |  |  |
|    |                 |     |                 |      |  |  |  |  |
| 8  | Флаг Черногории | Нап | Марко Вукович   | 1996 |  |  |  |  |
| 9  | Флаг Черногории | Нап | Данко Ковачевич | 1991 |  |  |  |  |
| 10 | Флаг Сербии     | Нап | Ален Мелунович  | 1990 |  |  |  |  |
| 28 | Флаг Японии     | Нап | Ямамото Сё      | 1996 |  |  |  |  |